# Paul Tibbets
Paul Warfield Tibbets, Jr., né le 23 février 1915 à Quincy dans l'Illinois et mort le 1er novembre 2007 à Columbus dans l'Ohio, est un brigadier-général de l'Armée de l'air des États-Unis, connu pour avoir piloté le bombardier Enola Gay ayant réalisé le premier bombardement atomique de l'histoire sur la ville japonaise d'Hiroshima le 6 août 1945.
Tibbets s'engagea dans l'armée en 1937 et obtint son brevet de pilote en 1938. Après l'attaque de Pearl Harbor, il réalisa des missions de lutte anti-sous-marine dans l'Atlantique et, en février 1942, devint le commandant du 340e groupe de bombardement équipé de bombardiers B-17. L'unité fut déployée en Europe au sein de la 8e Air Force et il mena le premier raid de bombardement stratégique américain diurne en Europe occupée le 17 juillet 1942. Tibbets fut choisi pour transporter le major-général Mark W. Clark puis le lieutenant-général Dwight D. Eisenhower à Gibraltar en préparation de l'opération Torch et après 43 missions de combat, il devint le directeur adjoint des opérations de bombardement au sein de la 12e USAAF.
Il retourna aux États-Unis en février 1943 pour participer au développement du bombardier B-29 et fut nommé commandant du 509e groupe composite en septembre 1944. Après sa mission sur Hiroshima, il participa aux essais nucléaires de l'opération Crossroads et aida au développement du bombardier B-47. Ayant pris sa retraite de militaire en 1966, il fut président de l'entreprise Executive Jet Aviation de 1976 à 1987.
Souvent présenté comme un héros américain, Tibbets n'a jamais exprimé de regrets pour les victimes d'Hiroshima.

## Jeunesse
Paul Warfield Tibbets, Jr. est né à Quincy dans l'Illinois le 23 février 1915 ; il était le fils de Paul Warfield Tibbets, Sr. et d'Enola Gay Tibbets. Alors qu'il avait cinq ans, sa famille déménagea à Davenport dans l'Iowa puis dans la capitale de l'État, Des Moines. Trois ans plus tard, elle s'installa à Miami en Floride pour échapper aux rudes hivers du Mid-Ouest. Le jeune Tibbets s'intéressa très tôt à l'aviation et à l'âge de 12 ans, sa mère lui paya un baptême de l'air lors d'une kermesse,.
À la fin des années 1920, des problèmes financiers obligèrent la famille à retourner dans l'Illinois et elle s'installa à Alton. Après avoir été diplômé du lycée militaire de la ville en 1933, Tibbets intégra l'université de Floride à Gainesville où il suivit des cours privés de pilotage. Il envisagea de devenir chirurgien digestif et étudia un an et demi à l'université de Cincinnati avant de changer d'avis.

## Entrée dans l'armée
Ayant étudié dans un lycée militaire et disposant d'une expérience de pilotage, Tibbets fut admis dans le programme de formation des pilotes de l'armée de l'Air. Le 25 février 1937, il fut enrôlé à Fort Thomas dans le Kentucky et fut envoyé à la base aérienne de Randolph Field de San Antonio au Texas. Il démontra rapidement ses excellentes qualités d'aviateur et fut breveté en 1938 avec le grade de sous-lieutenant.
Il fut déployé au sein du 16e escadron de reconnaissance basé à Lawson au sein de la base de Fort Benning en Géorgie. Il y rencontra Lucy Wingate qui travaillait comme vendeuse dans un magasin de Columbus et ils se marièrent le 19 juin 1938. Tibbets n'en informa ni sa famille ni son officier supérieur et il s'arrangea pour que le journal local ne publie rien à ce sujet. Le couple eut trois fils : Paul III, Gene et James. Durant son cantonnement à Fort Benning, Tibbets fut promu premier-lieutenant et devint l'un des pilotes personnels du brigadier-général George S. Patton en 1940 et 1941.
En juin 1941, Tibbets fut transféré au sein du 9e escadron de bombardement sur la base de Hunter Field (en) de Savannah en Géorgie où il vola sur Douglas A-20 Havoc. Il fut promu capitaine avant d'être envoyé en décembre 1941 sur la base de MacDill en Floride au sein du 29e groupe de bombardement pour se former au pilotage du Boeing B-17 Flying Fortress. Peu après son arrivée, il apprit l'attaque japonaise de Pearl Harbor par la radio alors qu'il réalisait un vol de routine. De peur que des sous-marins allemands entrent dans la baie de Tampa et bombardent la base, le 29e groupe de bombardement fut renvoyé à Hunter Field. Tibbets, temporairement affecté au 3e escadron de bombardement, participa à des missions de lutte anti-sous-marine depuis la base de Pope Field (en) en Caroline du Nord. Après leur formation sur des Cessna AT-17 Bobcat, ces vols de combat réalisés avec des Douglas B-18 permettaient aux pilotes de se perfectionner avant d'être qualifiés sur B-17.

## Guerre contre l'Allemagne

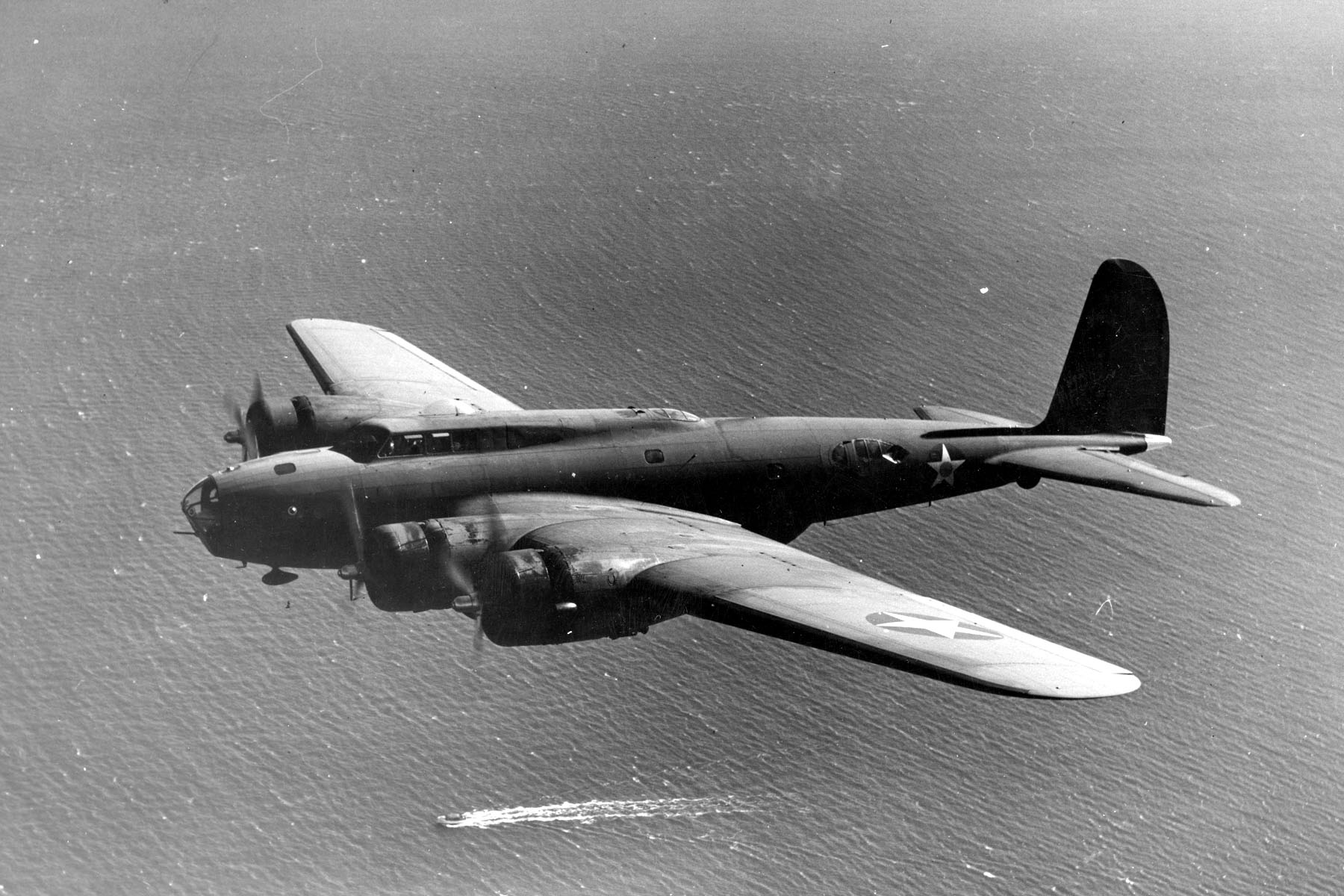
Boeing B-17D en vol en 1941.

Le 29e groupe de bombardement fut jugé apte au combat en février 1942 et le mois suivant Tibbets fut nommé à la tête du 340e escadron de bombardement équipé de B-17D et appartenant au 97e groupe de bombardement. L'unité était initialement basée à MacDill mais elle fut redéployée à Sarasota en Floride puis à Bangor dans le Maine.
En juillet 1942, le 97e escadron fut la première unité de bombardiers lourds de la 8e Air Force à être déployée au Royaume-Uni sur la base de Polebrook. Du fait de leur formation accélérée liée à l'entrée en guerre des États-Unis, les pilotes n'avaient aucune expérience du bombardement à haute altitude et ils reçurent un entraînement intensif durant les premières semaines d'août sous la supervision des vétérans de la Royal Air Force. Le commandant du groupe, le lieutenant-colonel Cornelius W. Cousland fut remplacé par le colonel Frank A. Armstrong, Jr. qui désigna Tibbets comme son adjoint.
Tibbets pilota le bombardier de tête Butcher Shop durant la première mission de bombardement stratégique américaine le 17 août 1942 contre une gare de triage de Rouen en France occupée. Le 9 octobre, il mena le premier raid américain de plus de 100 bombardiers en Europe lors d'une attaque contre des sites industriels de la ville française de Lille. Les cibles furent moins endommagées que prévu et les pertes civiles furent importantes mais la mission fut considérée comme un grand succès car les appareils avaient atteint leurs cibles malgré un harcèlement constant de la chasse allemande. Sur les 108 B-17 ayant participé au raid, 33 furent abattus ou durent faire demi-tour en raison de problèmes techniques,.
Dans le cadre des préparatifs de l'opération Torch désignant l'invasion alliée de l'Afrique du Nord, le major-général Carl Spaatz à la tête de la 8e Air Force dut désigner deux de ses meilleurs pilotes pour une mission secrète. Il choisit Tibbets et le major Wayne Connors qui furent chargés de transporter respectivement le major-général Mark W. Clark et son chef d'état-major, le brigadier-général Lyman Lemnitzer, de Polebrook à Gibraltar. Quelques semaines plus tard, Tibbets y emmena également le lieutenant-général Dwight D. Eisenhower qui commandait toutes les forces alliées en Europe de l'Ouest. L'historien Stephen Ambrose écrivit que « de réputation, Tibbets était le meilleur aviateur de l'Armée de l'air ».
Après 25 missions de combat contre des cibles en France, le 97e groupe de bombardement fut transféré en Afrique du Nord au sein de la 12e USAAF du major-général James H. Doolittle. Tibbets indiqua par la suite qu'il y prit conscience de la réalité de la guerre en voyant les effets des bombardements sur les populations civiles et en subissant le traumatisme de la perte de ses compagnons d'armes. Alors qu'il avait réalisé 43 missions de combat, Tibbets fut nommé assistant du colonel Lauris Norstad au sein de l'état-major de la 12e USAAF. Estimant que ce dernier s'était opposé à sa promotion au grade de colonel, Tibbets appréciait peu Norstad et le chef d'état-major de Doolittle, le brigadier-général Hoyt S. Vandenberg. Lors d'une réunion de planification, Norstad déclara qu'il voulait que le bombardement de Bizerte soit réalisé à une altitude de 6 000 pieds (1 830 m). Tibbets rétorqua que c'était à ce niveau que la DCA était la plus efficace. Pressé par son interlocuteur, il indiqua qu'il commanderait personnellement cette mission si Norstad était son copilote. Ce dernier céda et le bombardement fut réalisé à 20 000 pieds (6 100 m).

## Guerre contre le Japon

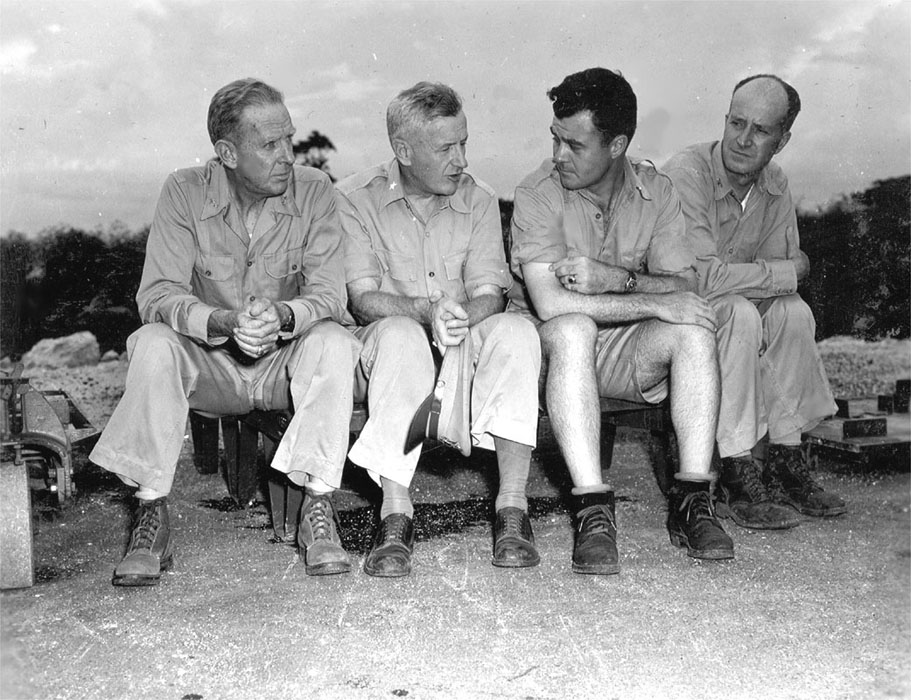
Rencontre des principaux commandants américains sur Tinian en août 1945. De gauche à droite : William R. Purnell,, Paul W. Tibbets et William S. Parsons

Au début de l'année 1943, le chef de l'United States Army Air Forces (USAAF), le général Henry H. Arnold, demanda le nom d'un pilote expérimenté pour participer au développement du bombardier Boeing B-29 Superfortress, Doolittle proposa Tibbets. Le projet était alors en difficulté en raison de problèmes techniques et le principal pilote d'essai, Edmund T. Allen (en), venait de mourir lors du crash d'un prototype.
Travaillant dans l'usine Boeing de Wichita dans le Kansas, Tibbets réalisa de nombreux vols d'essai avec le B-29 et devint rapidement le pilote le plus expérimenté avec ce nouvel appareil. Il nota que sans son armement défensif et son blindage, l'avion était allégé de 7 000 livres (3 180 kg) tandis que ses performances étaient grandement améliorées. Lors de simulations de combat aérien contre un chasseur P-47 à l'altitude de croisière du bombardier à 30 000 pieds (9 140 m), Tibbets remarqua que le B-29 avait un rayon de braquage plus court et pouvait lui échapper en virant de bord,. Après un an de tests, le B-29 commença à entrer en service et Tibbets fut assigné à la direction des opérations d'une unité d'entraînement basée sur la base de Grand Island dans le Nebraska, et commandée par Armstrong, dont le rôle était de former les aviateurs au pilotage du B-29.
Le 1er septembre 1944, Tibbets se rendit à la base de Colorado Springs, le quartier-général de la 2d Air Force où il rencontra son commandant, le major-général Uzal Ent et trois représentants du projet Manhattan, le lieutenant-colonel John Lansdale, Jr. et les capitaines William S. Parsons et Norman F. Ramsey, Jr.. Il fut ensuite placé à la tête du 509e groupe composite, une unité autonome d'environ 1 800 hommes, 15 B-29 et la priorité pour l'obtention de divers matériels militaires. Ent demanda à Tibbets de choisir entre trois bases pour le déploiement de l'unité : Great Bend dans le Kansas, Mountain Home dans l'Idaho ou Wendover dans l'Utah ; il sélectionna cette dernière en raison de son isolement.
Armstrong et le colonel Roscoe C. Wilson (en), l'officier de liaison entre l'Armée de l'air et le projet Manhattan, avaient initialement été choisis pour commander l'unité chargée de larguer les bombes atomiques. Même s'il était un vétéran des campagnes de bombardement de l'Allemagne, Armstrong avait alors 42 ans et avait été gravement blessé dans un incendie en 1943, tandis que Wilson n'avait aucune expérience du combat et avait été désigné principalement en raison de ses connaissances en ingénierie et de son association avec le projet. De son côté, Tibbets était bien plus jeune, disposait d'une solide expérience dans le commandement d'unités de bombardiers lourds et était un pilote de B-29 aguerri ; il était donc le candidat idéal pour cette mission.

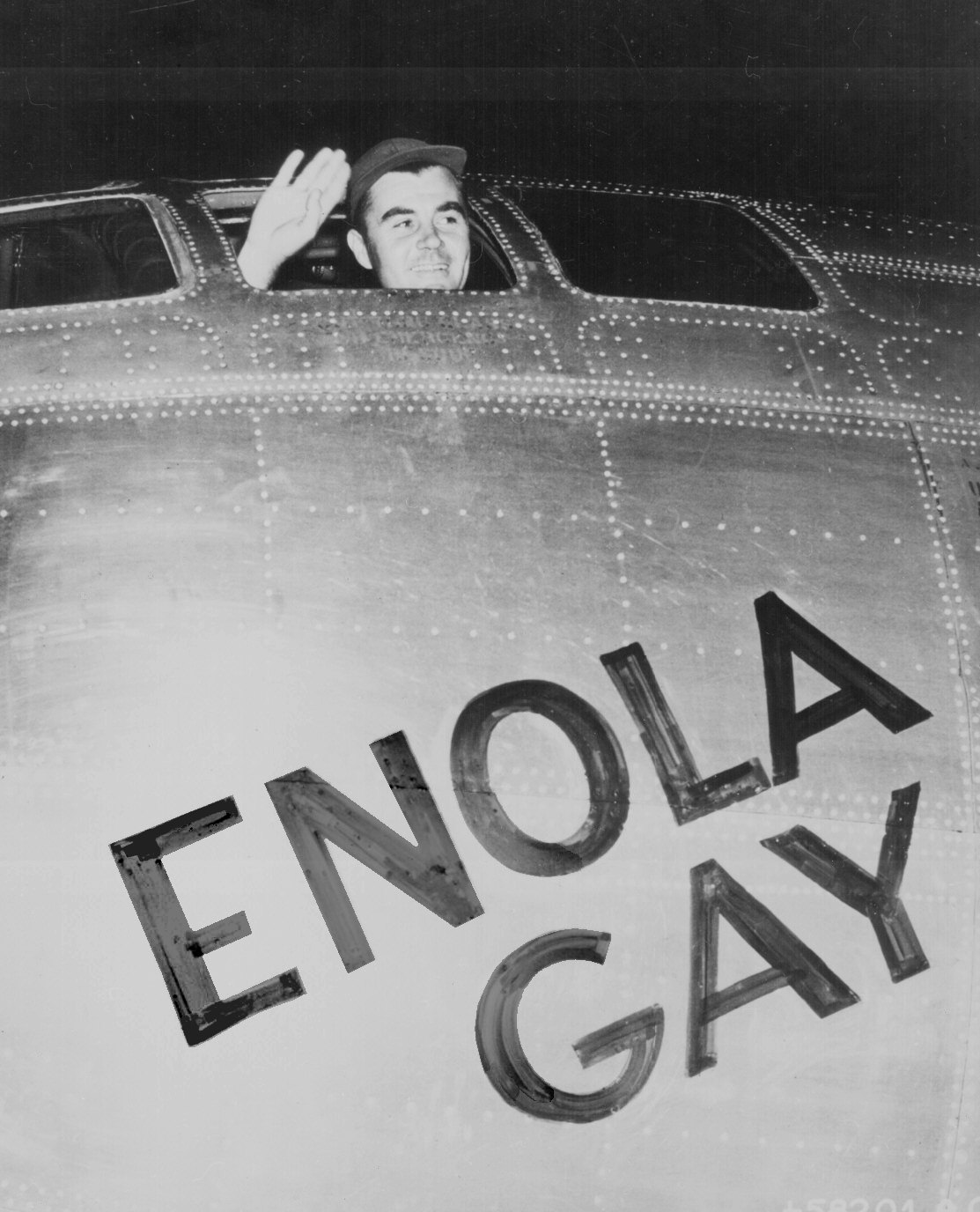
Tibbets à bord d’Enola Gay juste avant son décollage vers Hiroshima le 6 août 1945

Après sa promotion au grade de colonel en janvier 1945, Tibbets fit venir sa famille à ses côtés à Wendover. Il estimait en effet qu'autoriser les hommes mariés de l'unité à vivre avec leurs familles améliorerait le moral. En raison du secret entourant le projet Manhattan, il ne pouvait expliquer le véritable rôle des ingénieurs civils qui travaillaient sur la base et il indiqua à sa femme qu'il s'agissait d'« ouvriers sanitaires ».
Le 6 mars 1945, le projet Alberta fut lancé à Wendover pour recruter des « ouvriers de l'armement, des soudeurs et des machinistes expérimentés », ainsi que des équipements spéciaux permettant le transport des bombes atomiques en pièces détachées pour réduire le risque d'accident. La sélection fut sévère et plus de 80 % des candidats furent écartés. Le 509e groupe n'atteignit son effectif complet qu'en mai 1945 et il fut déployé peu après sur l'île de Tinian dans le nord de l'archipel des Mariannes. Après sa conquête lors de l'opération Forager en juillet 1944, l'île fut transformée en une gigantesque base aérienne en raison de sa proximité avec l'archipel japonais. Le 509e groupe comptait alors 1 767 hommes dont 225 officiers ainsi que 51 membres du projet Alberta. Se trouvaient également sur place, deux représentants de Washington : le directeur adjoint du projet Manhattan, le brigadier-général Thomas F. Farrell (en) et le contre-amiral William R. Purnell du comité militaire.
Le 5 août, Tibbets baptisa formellement son B-29 Enola Gay d'après sa mère. Il avait personnellement choisi l'appareil alors qu'il se trouvait encore sur la chaîne de montage de l'usine Glenn L. Martin de Bellevue dans le Nebraska. Robert A. Lewis, qui pilotait habituellement cet avion fut irrité de se voir écarté par Tibbets pour cette mission importante puisqu'il ne fut que copilote durant la mission contre Hiroshima,.
Le lendemain matin à 2 h 45, l'Enola Gay décolla avec Tibbets aux commandes aux côtés de deux autres B-29 en direction d'Hiroshima distante d'environ 3 200 km. Le vol dura six heures et la bombe atomique, appelée Little Boy fut larguée à 8 h 15 heure locale. Tibbets se souvint que la ville fut recouverte d'un large nuage en champignon après l'explosion. Il se rappelait également que « Là où auparavant se trouvait une ville, […] ce que nous pouvions voir au-dessous de nous à présent n’était qu’un bouillonnement noir de débris. »

## Fin de la guerre

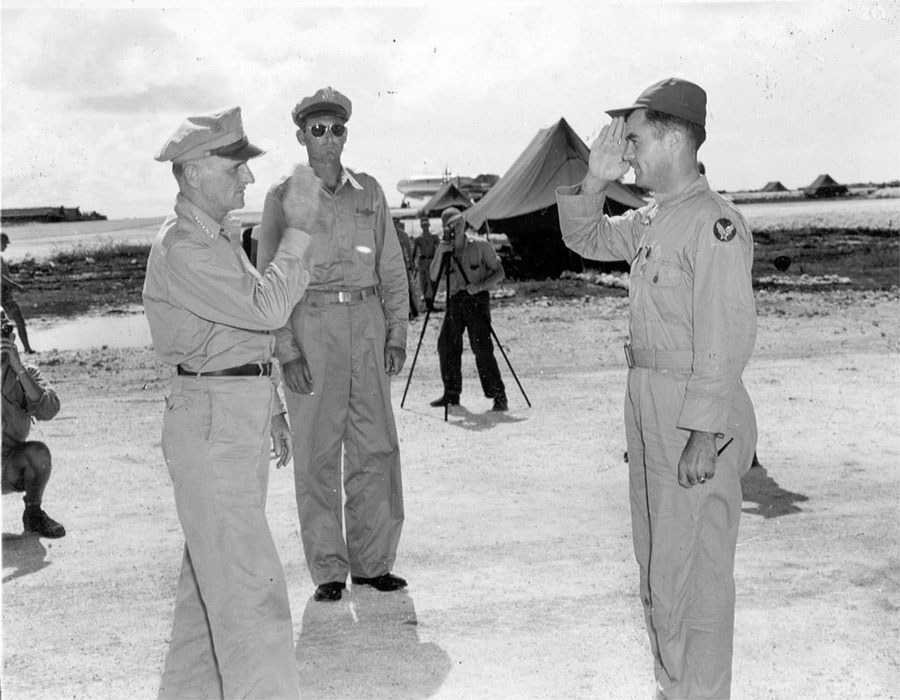
Carl Spaatz remet la Distinguished Service Cross à Tibbets après sa mission contre Hiroshima

Spaatz décerna la Distinguished Service Cross à Tibbets immédiatement après son atterrissage à Tinian. Il devint une célébrité et les principaux journaux américains publièrent des entretiens avec son épouse et ses enfants. Il était considéré comme un héros national qui avait mis fin à la guerre avec le Japon mais il n'y eut aucune parade ou réception en son honneur ou celui des autres membres d'équipage de l'Enola Gay ; le président Harry S. Truman l'invita néanmoins à visiter la Maison-Blanche. Le 509e groupe composite ne reçut un Air Force Outstanding Unit Award qu'en 1999.
Tibbets réalisa un long entretien avec Mike Harden du Columbus Dispatch et de nombreux articles furent publiés à l'occasion du premier anniversaire du bombardement. Lors d'un entretien en 1975, il déclara : « Je suis fier d'avoir été capable de partir avec rien, de planifier et de voir le tout parfaitement fonctionner… Je dors bien toutes les nuits, ». En 2005, il déclara : « Je savais dès mon assignation que cela allait être plein d'émotion. Nous avions des sentiments mais nous avons dû les mettre en retrait. Nous savions que nous allions tuer de nombreuses personnes. Ma motivation était cependant de faire de mon mieux pour mettre un terme au massacre le plus rapidement possible ».

## Après-guerre
Le 509e groupe retourna aux États-Unis le 6 novembre 1945 et fut stationné sur la base de Roswell au Nouveau-Mexique. Le 22 janvier 1946, le colonel William H. Blanchard (en) succéda à Tibbets à la tête du groupe qui devint la 509e escadre de bombardement. Tibbets participa aux essais nucléaires de l'opération Crossroads sur l'atoll de Bikini en 1946 en tant que conseiller technique mais son équipage et lui ne furent pas choisis pour larguer une nouvelle bombe atomique.

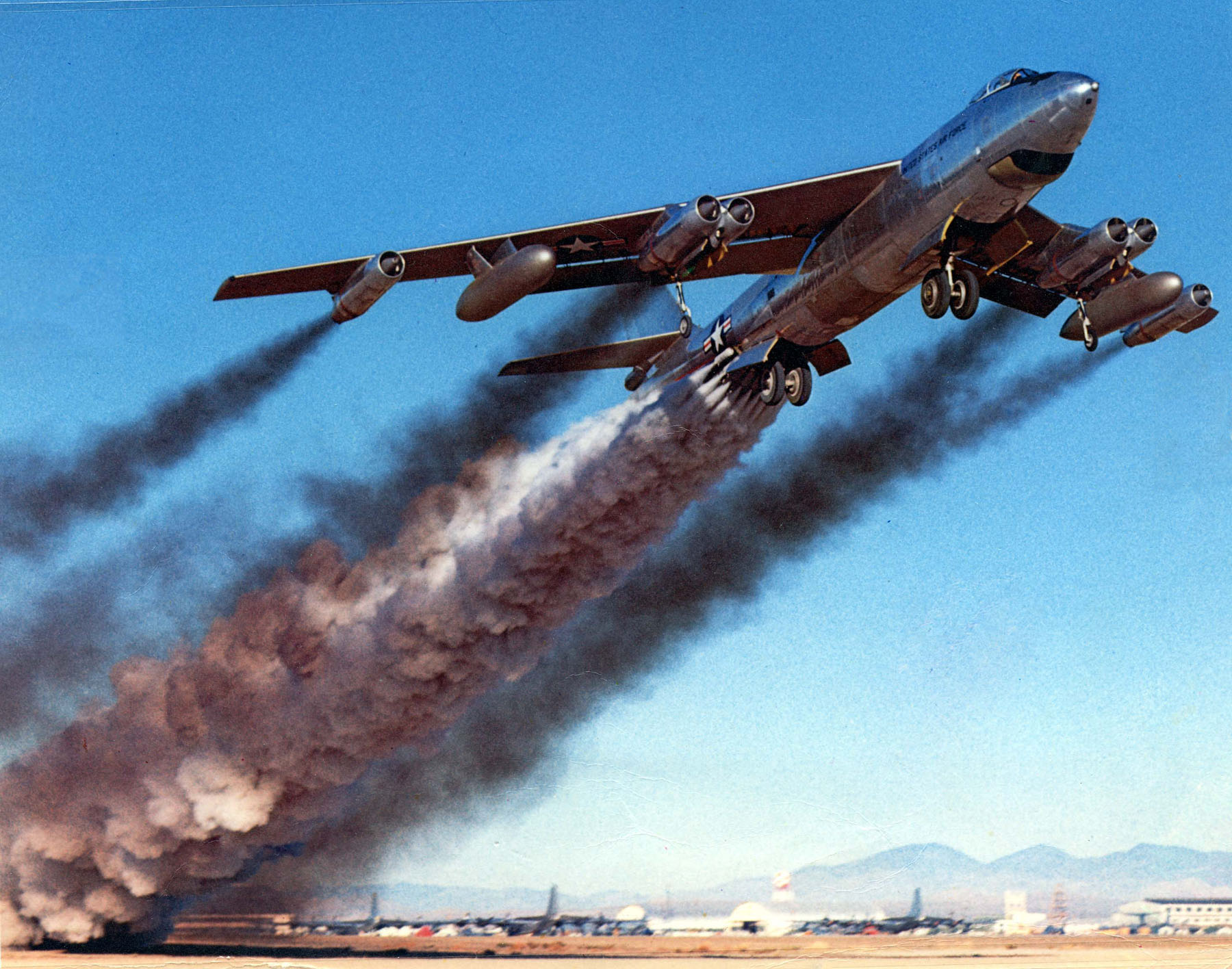
Décollage d'un B-47 Stratojet à l'aide de fusées JATO

Tibbets étudia à l'Air Command and Staff School sur la base de Maxwell dans l'Alabama. Après avoir été diplômé en 1947, il fut affecté à la direction des ressources du quartier-général de l'Armée de l'air au Pentagone. Lorsque le directeur du service, le brigadier-général Thomas S. Power fut affecté comme attaché militaire à Londres, il fut remplacé par le brigadier-général Carl Brandt. Ce dernier nomma Tibbets à la tête de l'unité responsable de définir les caractéristiques des futurs bombardiers. Il était convaincu que les avions à réaction étaient l'avenir et il participa au programme qui donna naissance au Boeing B-47 Stratojet. Il suivit la mise en production des prototypes à Wichita de juillet 1950 à février 1952 avant de commander l'unité chargée de réaliser les essais sur la base d'Eglin à Valparaiso en Floride.
Tibbets retourna à la base de Maxwell où il étudia au Air War College. Après avoir été diplômé en juin 1955, il devint directeur de la planification stratégique au Grand quartier général des puissances alliées en Europe à Fontainebleau en France. Lucy et leurs trois fils restèrent à Maxwell et le couple divorça peu après. Durant son déploiement en Europe, il rencontra une divorcée française nommée Andréa Quatrehomme qui devint sa seconde épouse. Il retourna aux États-Unis en février 1956 pour commander la 308e escadre de bombardement basée à Hunter en Géorgie. Le couple se maria dans la chapelle de la base le 4 mai 1956 ; ils n'eurent aucun enfant.
En janvier 1958, Tibbets devint commandant de la 6e division aérienne à MacDill en Floride et il fut promu brigadier-général en 1959. En juillet 1962, il fut affecté au comité des chefs d'États-majors interarmées comme directeur adjoint des opérations. En 1964, Tibbets fut nommé attaché militaire en Inde où il passa 22 mois. Il prit sa retraite de l'Armée de l'air le 31 août 1966.

## Retraite militaire

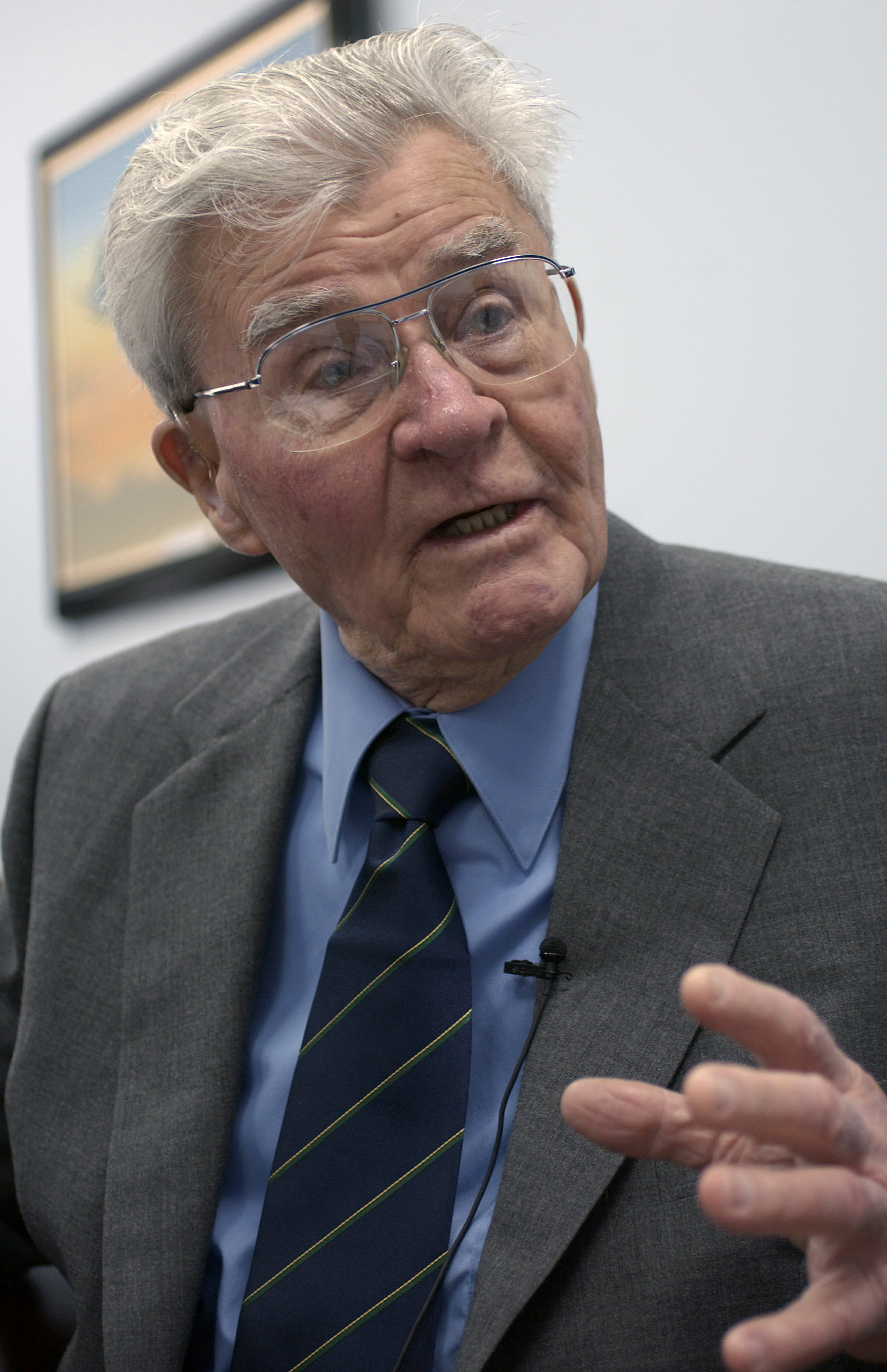
Tibbets en 2003

Après son départ de l'Armée de l'air, Tibbets travailla pour l'Executive Jet Aviation (EJA), une compagnie de transport aérien basée à Columbus, dans l'Ohio et aujourd'hui appelée NetJets, qu'il tenta, sans succès, d'implanter en Europe. Il quitta l'entreprise en 1968 et retourna à Miami où il avait passé une partie de son enfance. L'EJA fit faillite en 1971 et Bruce Sundlun (en) en devint le président. Ce dernier parvint à obtenir le retour de Tibbets la même année et il lui succéda le 21 avril 1976 ; il resta à ce poste jusqu'en 1986,,.
Le gouvernement américain s'excusa auprès du Japon en 1976 après que Tibbets eut reconstitué le bombardement d'Hiroshima, nuage en champignon inclus, lors d'un spectacle aérien au Texas à bord d'un B-29 restauré. Il déclara qu'il n'était pas dans l'esprit de la reconstitution d'être une insulte pour les Japonais. En 1995, il qualifia de « putain d'insulte » le 50e anniversaire de l'exposition de l’Enola Gay au Smithsonian qui mettait plus l'accent sur les pertes japonaises que sur la brutalité du gouvernement japonais. En 1989, déjà, lors d’une interview, il affirmait qu’à la guerre il n’y avait aucune moralité et que ce bombardement avait apporté la paix à ce moment-là dans le monde. En 1981, Tibbets n'avait pas écarté une certaine culpabilité lors d'une émission de TF1 animée par Yves Mourousi, tout en maintenant sa position : « je ne regrette pas ce que j'ai fait ». Il y avait serré la main d'une religieuse japonaise qui avait subi le bombardement d'Hiroshima.
Le petit-fils de Tibbets, Paul W. Tibbets IV (en), fut diplômé de l'United States Air Force Academy en 1989 et en avril 2006, il devint le commandant du 393e escadron de bombardement basé à Whiteman dans le Missouri et volant sur B-2 ; l'unité était l'un des escadrons appartenant au 509e groupe composite quand Tibbets était à sa tête. Paul Tibbets IV fut promu brigadier-général en 2014 et devint directeur adjoint des opérations nucléaires à l'United States Strategic Command à la base d'Offutt dans le Nebraska ; il est à ce poste l'un des responsables des forces nucléaires américaines.
Tibbets mourut dans sa maison de Columbus le 1er novembre 2007 à l'âge de 92 ans,. Il avait été victime de plusieurs AVC et défaillances cardiaques dans les années qui précédèrent son décès et avait régulièrement été hospitalisé,. Il laissa une veuve, Andrea, et les fils issus de son premier mariage : Paul III, Gene et James,. En accord avec ses dernières volontés, il n'y eut ni obsèques ni pierre tombale, de peur d'attirer des opposants au bombardement d'Hiroshima. Son corps fut incinéré et ses cendres dispersées au-dessus de la Manche qu'il avait souvent survolée durant la guerre.

## Dans la culture
Paul Tibbets a été joué à l'écran par :
- Barry Nelson dans le film Au carrefour du siècle (1947)
- Robert Taylor dans le film Le Grand Secret (1952)
- Jean-Pierre Moulin dans la pièce Little boy (Maison de la Culture de Nevers) (1974)
- Patrick Duffy dans le téléfilm Enola Gay: The Men, the Mission, the Atomic Bomb (1989)
- David Gow dans le téléfilm Day One (1989).

Tibbets a également réalisé des entretiens pour les documentaires Le Monde en guerre (1973-1974) et The Atomic Cafe (en) (1982).